# 事任八幡宮
事任八幡宮（ことのままはちまんぐう）は、静岡県掛川市八坂にある神社。式内社で、遠江国一宮。旧社格は県社。御神紋は「亀甲に卜象」「左三つ巴」である。

## 概要
旧東海道沿いの、日坂宿および小夜の中山の西の入口、宮村にある。
当社と諏訪大社、特に下社春宮（長野県諏訪郡下諏訪町）、および修験道場として名高い戸隠山（長野県長野市）は、ほぼ南北一直線上にある。
近隣を通る国道1号日坂バイパスの「ことのままトンネル」は事任八幡宮から命名された。

## 祭神
主祭神

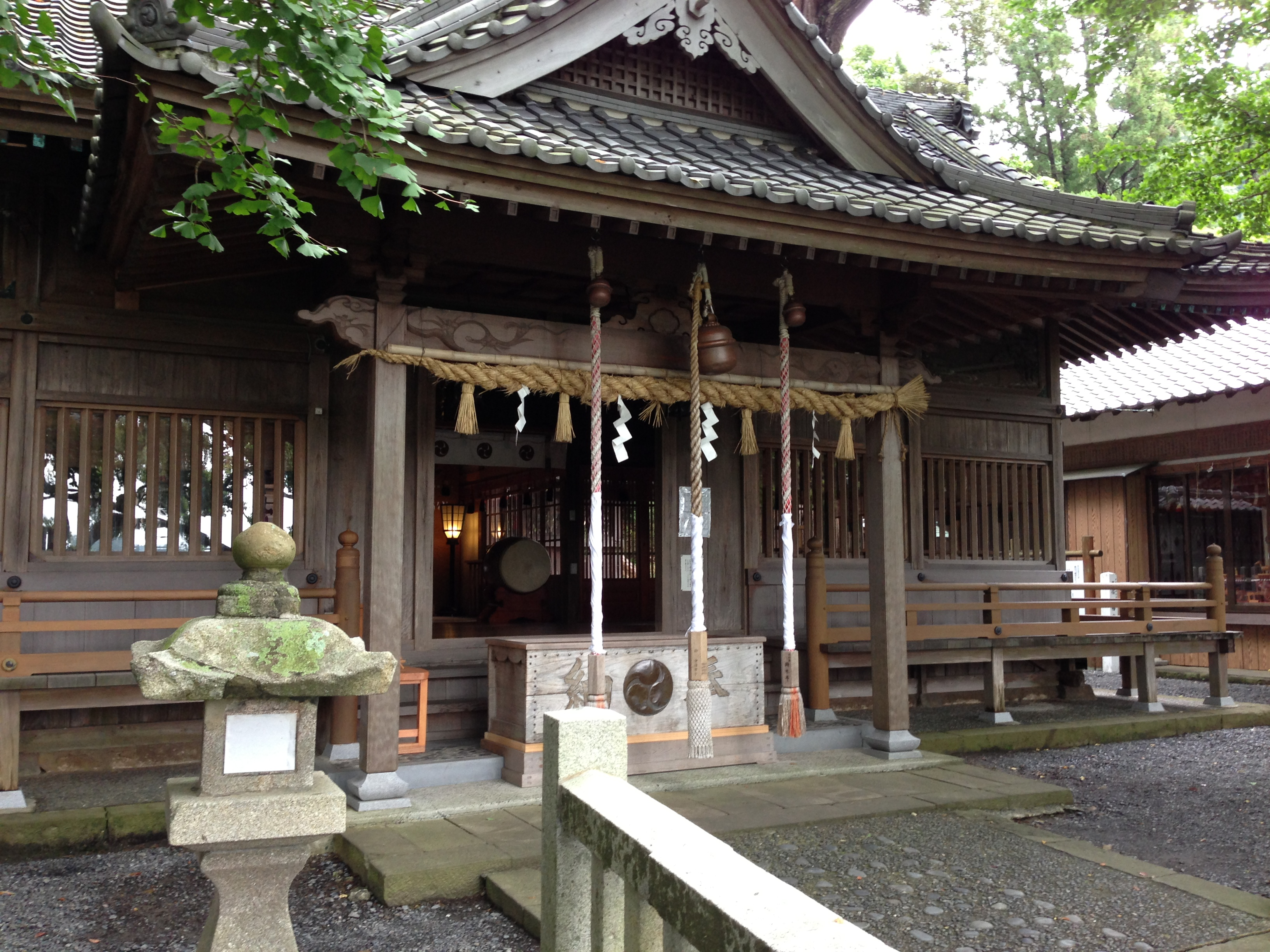
拝殿

- 己等乃麻知媛命 （ことのまちひめのみこと）

興台産霊神の妻神で、天児屋命の母。
配神
3柱合わせて八幡大神と総称。
- 息長帯姫命 （おきながたらしひめのみこと、神功皇后）
- 誉田別命 （ほんだわけのみこと、応神天皇）
- 玉依比売命 （たまよりひめのみこと）

## 歴史
創建時期は定かではないが、社伝では成務天皇の治世としている。古くは真知乃神（まちのかみ）、任事神社（ままのことじんじゃ）などと呼ばれ、『延喜式神名帳』には「己等乃麻知神社」と記載されている。
大同2年（807年）、坂上田村麻呂が東征の折、桓武天皇の勅命によって、それまで鎮座していたすぐ北側の本宮山から現在地へ遷座させたと伝えられる。平安時代後期に八幡信仰が広まると、康平5年（1062年）、源頼義が石清水八幡宮から八幡神を勧請し、日坂八幡宮（にっさかはちまんぐう）や八幡神社（はちまんじんじゃ）とも称されるようになった。
東海道沿いにあって、難所であった小夜の中山の西側の麓にあたることや、「ことのまま」の名が「願い事が意のままに叶う」の意味を持つことから、多くの人が旅の安全や願い事成就を祈るため立ち寄り、また江戸幕府も朱印高百石余りを献上するなど崇敬を集めた。また古くから多くの書物がこの社のことを記しており、平安時代には清少納言の「枕草子」や多くの和歌、鎌倉時代には吾妻鏡、江戸時代には十返舎一九の「東海道中膝栗毛」などに「願い事が叶う神社」として登場している。
明治以降は県社に列し、単に八幡神社と称した。第二次大戦後に「ことのまま」の名を復活させ、事任八幡宮とした。

## 摂末社
- 五社神社 - 五柱の神を祀る
- 稲荷神社
- 金比羅神社

## 「いとたのもし」の解釈に関する批判

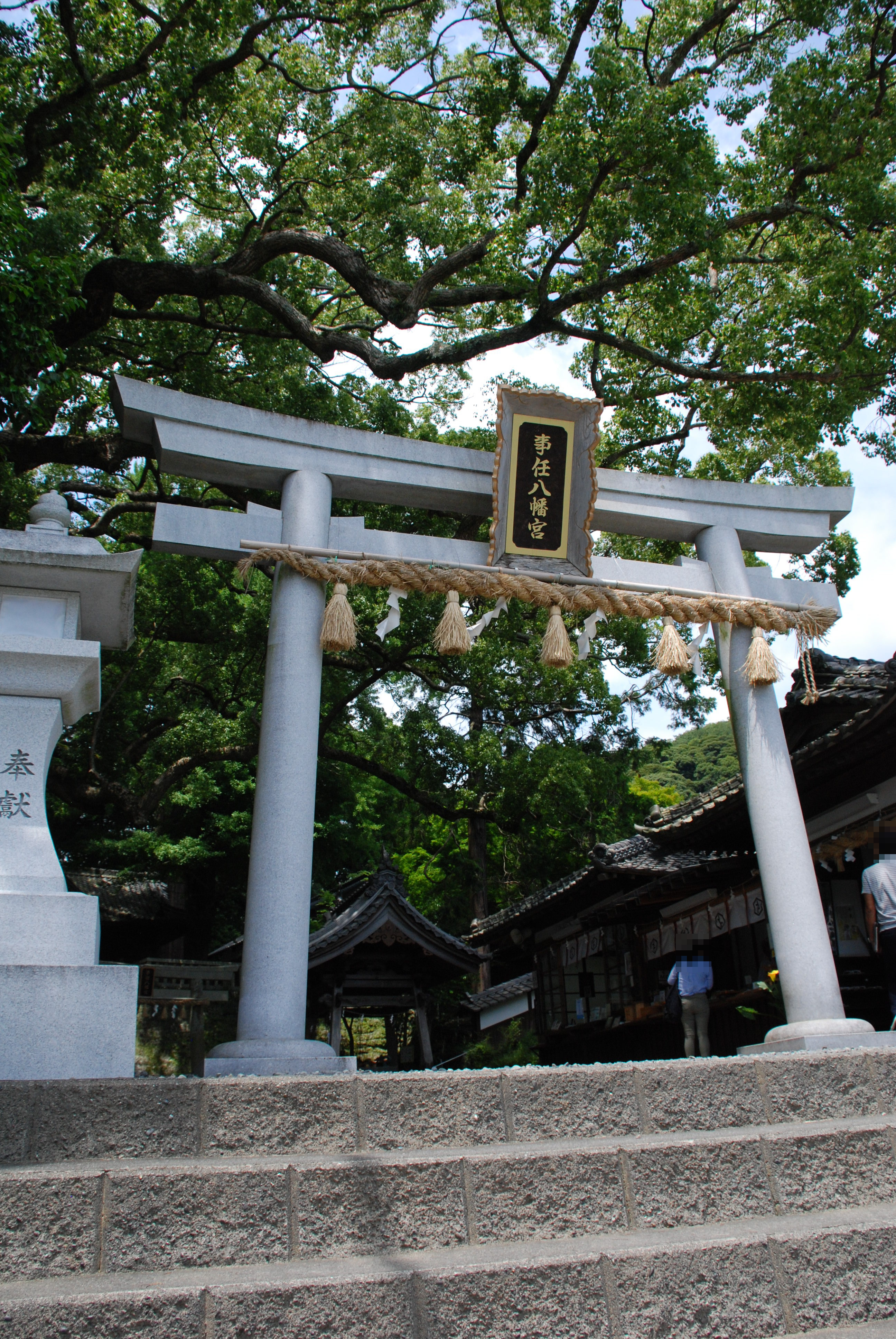
南口鳥居。「事任八幡宮」と書かれた神額が見える

昭和22年に、GHQの政教分離政策に伴い「社格」の制度が撤廃された際、由緒ある古来の社号「ことのままの社」に基づき、「事任八幡宮」を復活させたのが、現社名の始まりである。前述のとおり、事任八幡宮は「願いが『言のまま』に叶う」神社として古くから信仰されてきたという歴史がある。人々が、いつの時代からこのような考え方を持つように至ったのかは定かではないが、これは、この神社が「ことのまま」という名称を冠していることに由来している。清少納言の書いた『枕草子』には「ことのままの明神、いとたのもし」とある。この文句が、さまざまな文献の紹介文などに引用され、また、例大祭のポスターのデザインに使用されたこともあり、現代では人々のよく知るところにある。確かにこれだけを見ると、清少納言が事任八幡宮の力を評価し、感嘆している様に見え、「願いが言のままに叶う」を根拠づけていると言える。しかし、この文言の後を現代語訳すると次のようである。
≪原文≫布留（ふる）の社。龍田（たつた）の社。花ふちの社。みくりの社。杉の御社、しるしあらんとをかし、ことのままの明神、いとたのもし。さのみ聞きけんとや言われたまはんと思ふぞ、いとをかしき。
この時、“さのみ”以下を現代語訳すると「それほどお聞きになっていると言われていると思うと、大変興味深いことだ」となる。しかし、この時の“思ふぞ”の「ぞ」は、係助詞となっている。この「ぞ」は「いとをかし」の部分にかかって強調の役目を果たすが、清少納言は、願いがかなうと「言われている」のではなく、あえて「言われていると思う」ことを強調している。事任八幡宮の主祭神である己等乃麻知比売命（ことのまちひめのみこと）は、言の葉を通して世の人々に加護を賜う「ことよさし」の神として敬われている。「ことよさし」という言葉は「ことよす」という語にさらに敬意を含めたもので、「高い神が御言葉を以て、また事になぞられて顕世に御力をする、真を伝えられる」の意味で、記紀にしばしば用いられている。すなわち、実際は天の声を己等乃麻知比売命が人々に伝えるというのが正確であり、人々の知るところとは逆である。つまるところ、清少納言は己等乃麻知比売命が人々の願いを天に伝えるという誤った解釈が世間に広まったことを、皮肉を込めて書き綴ったものが『枕草子』であるという主張が、今日でも「願いが言のままに叶う」として参拝する客が多い中で存在している。

## 例大祭

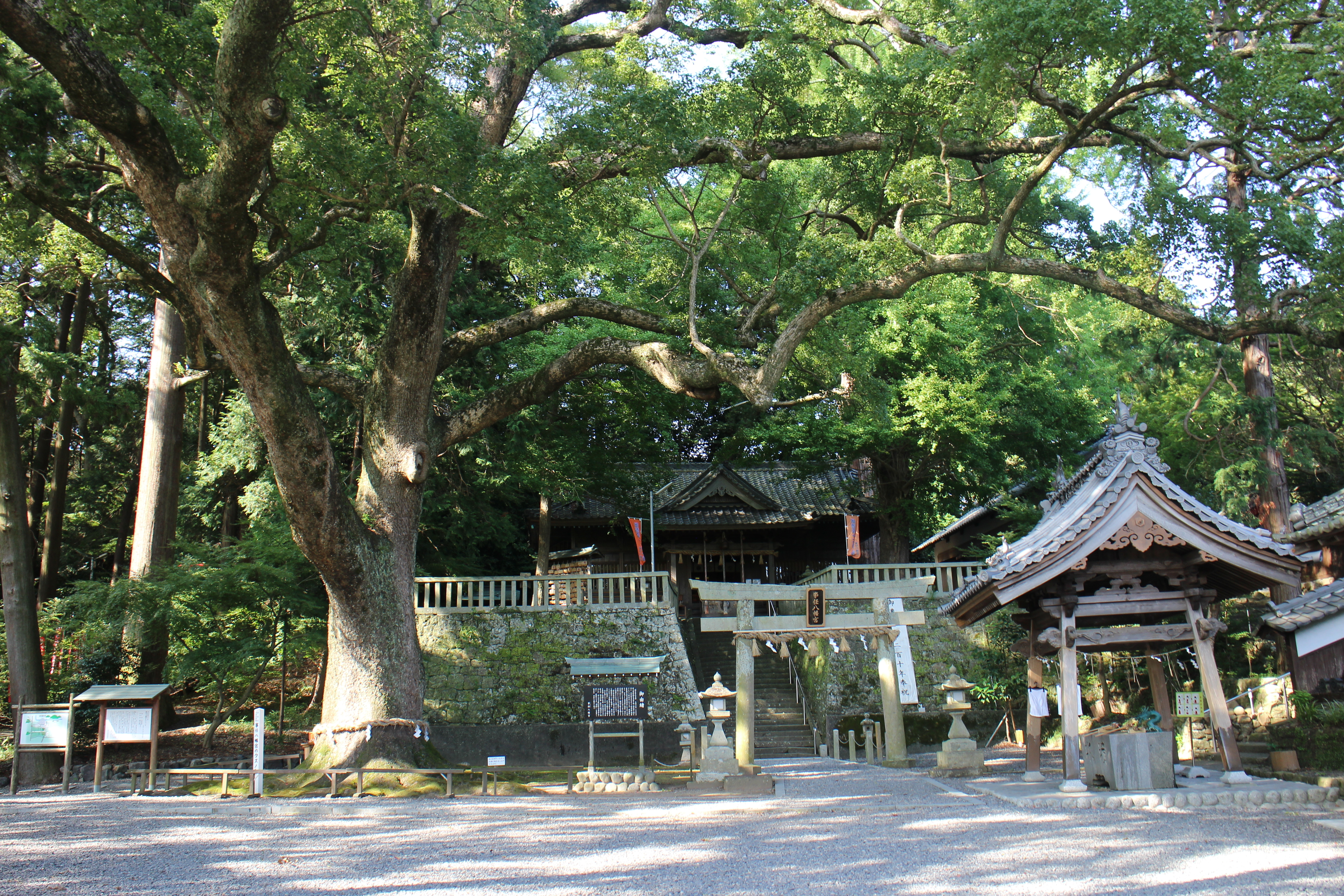
拝殿（奥）、二の鳥居（手前中央）、掛川市指定天然記念物の大楠（手前左）

事任八幡宮例大祭は、日坂地区の古宮、下町、本町、川向の各町、八坂地区の宮村、塩井川原、影森、海老名の各町が参加して催される。近年はハッピーマンデー制度により、敬老の日を挟んだ9月の金・土・日曜の3日間で行われる。

### 歴史
例大祭が初めて行われた時期は定かではないが、1968年（昭和43年）9月14日付の新聞には「嘉永文久の年間5カ年にかけて、この辺一帯は干ばつに会い水田は亀裂して稲作は枯れ果て、一粒のコメも収穫できなかった。そこで八幡宮にて雨乞いのご祈祷をしたところ、雨が降ってきた。そのためこの年は豊作となった。豊作を祝う豊年祭が、青年会を中心に座敷舞台を作り、笛や太鼓でお囃子をやった。この座敷を動く座敷台にしたいということで屋台が作られた」とある。嘉永が1848年から1855年、文久が1861年から1863年であるから、少なくとも江戸時代にはこの祭が存在したことがうかがわれる。
1945年（昭和20年）ごろに日坂と八坂を結ぶ唯一の道路が国道1号に指定され、祭典としてこの道路を使用することができなくなった。このことによって日坂地区と八坂地区（宮村は地理的な関係で日坂地区として参加）の屋台は顔を合わせることはなくなった。2001年（平成13年）、日坂バイパス開通に伴って旧道となり、日坂と八坂をつなぐ区間は静岡県道415号日坂八坂線として静岡県へ移管され、37年ぶりに八坂地区が八幡宮に宮入りすることとなった。

### 氏子

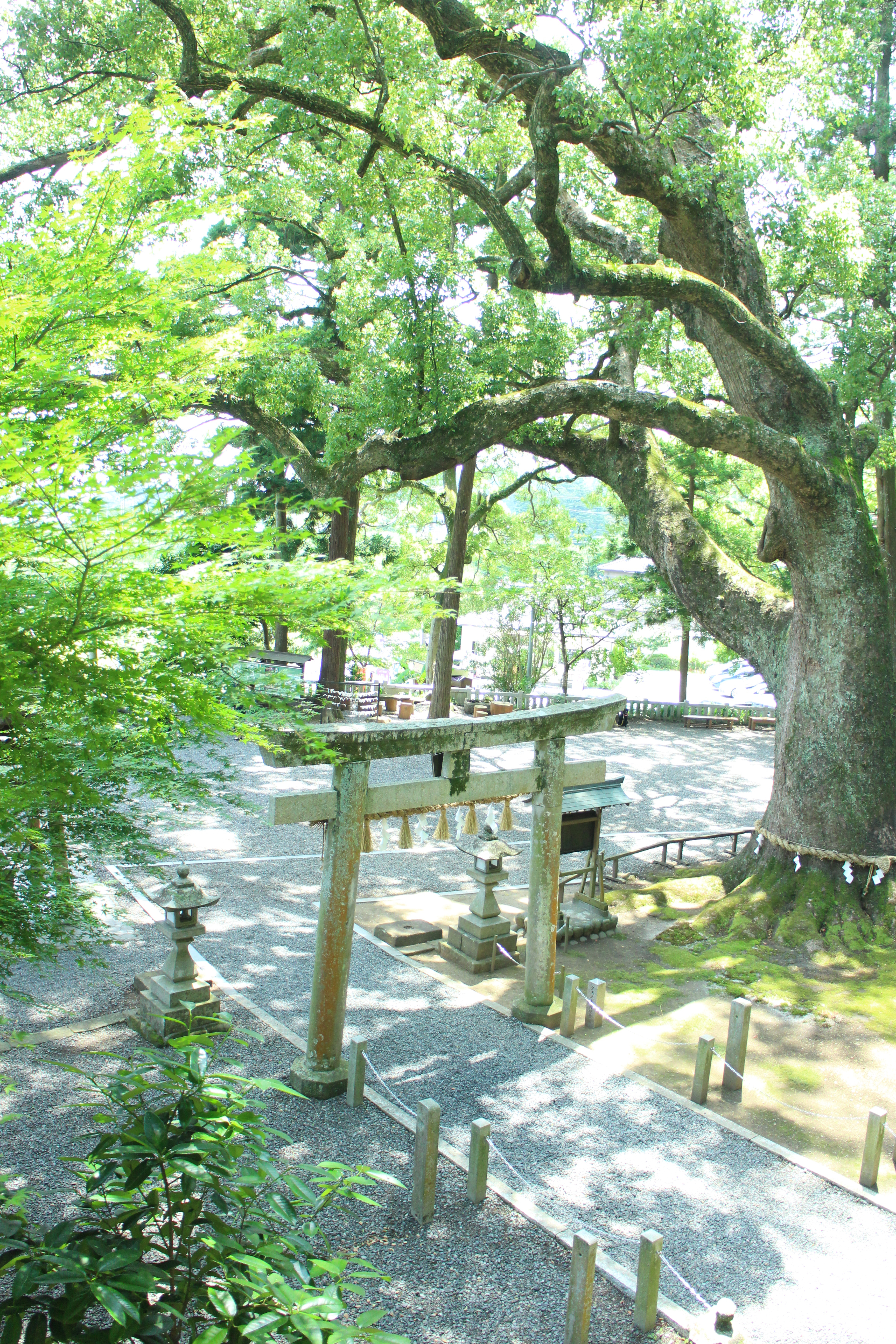
二の鳥居（中央）と掛川市天然記念物の大楠（右）

日坂地区
- 古宮（洗心館）
- 下町（常盤閣）
- 本町（酔侠館）
- 川向（瑞川閣）

八坂地区
- 宮村（巍々蕩々）
- 塩井川原（明倫會）
- 影森（影寶館）
- 海老名（菊水館）

### 祭礼の特徴
朝顔屋台
例大祭では二輪屋台を使用する。特徴としては屋台上部が欄干状ではなく、障子状になっていることである。この障子の部分は上に向かって開いており、「朝顔」に似ていることから朝顔屋台と呼ばれる。
引き回し方の特徴
二輪屋台の特徴として屋台の引き回し方があるが、事任八幡宮例大祭の引き回し方は比較的荒いと言われる（動画サイトにいくつかUPされているので参照されたい）。例えば屋台を左右に振るということはほかの地域でも良く見られるが、事任八幡宮例大祭の屋台は手木に補助輪のようなもの（ずり棒）がついていないため、手木を上下させるということを頻繁に行う。そのため、毎年手木に足を挟まれるなどしてけがをする人が発生する。なおこれをやりやすくするために、添手木が横に長くなっていることも、屋台の特徴であると言える。
蝋燭
例大祭では丸ぶらに蝋燭を使用し、屋台の下にバッテリーを積むということはしていない。ただ、火を扱うため、提灯が燃えるということが稀に発生する。

### ご遷座1200年祭
事任八幡宮の社伝では、807年に桓武天皇の勅命により坂上田村麻呂が、元あった本宮山から現在の地に遷座したと伝えられており、2007年はその年から数えてちょうど1200年であった。そのためこの年は、2日目の大笛祭終了後に8町連合運転によって、半世紀以上ぶり（川向は初めて）に日坂の屋台が海老名の地を踏むことになった。また、境内で蘭陵王の舞が奉納されたり、大笛祭直前にマイクによる紹介に合わせて8台の屋台が宮入りしたりと、ご遷座1200年祭を盛大に執り行った。なお、お渡りの神輿を修復し台車を新調したのも、ポスターを作製したのもこの年の出来事である。さらに事任八幡宮としても崇敬奉賛会を発足させた。これについての詳細は事任八幡宮HPを参照されたい。

### ご遷座1210年
平成29年は前述のご遷座1200年から10年が経過した年であった。
これについては、先の1200年祭から10年しか経過していないことへの批判もあったが、区切りの時を迎え、10年前に感じた気持ちを一度思い出すという「節目」を大事にしたいとする宮司の願いもあって実現したものである。祭典中は、大笛祭における蘭陵王の舞の奉納や、奉祝花火の打ち上げによって、無事ご遷座1210年を迎えられたことが盛大に祝われた。

### 見どころ
大笛祭
祭典中日に事任八幡宮で開催される。大笛祭では、おかぐらや各町内奉納囃子が披露される。この大笛祭の「大笛」とは、中遠竹友会が事任八幡宮に奉納したものであり、竹友会による奉納囃子も行われる。なお、大笛祭のときに境内に屋台を入れるのは、その年の連合会長および、当番会長ではない5町である。
無礼講
川坂屋
川坂屋の坂は急勾配となっており、屋台の扱いには特に慎重になる必要がある。この坂を登るときは勢いよく一気に駆け上がり（鉄火・掛塚の曲を用いるところもある）、下るときは静かなお囃子で下る。この静と動のおりなす祭の風景も、事任八幡宮例大祭の醍醐味である。
連合万歳
連合万歳は、祭典3日目の夕方に行われる。無礼講の後に日坂の街道にて連合運転を行った後、8町の屋台が事任八幡宮に集結するのがここ数年の傾向である。まず、古宮三角で8町の屋台が手木をおろし、提灯（丸ぶら）に火を入れる。県道を完全に封鎖し、1町づつ、県道を通過する。この時、境内に入る屋台は大笛祭とはであり、連合会長及び日坂・八坂の当番会長である。屋台が県道を通過し終わり、それぞれ手木を下ろすと、連合会長の音頭で万歳三唱がおこなわれる。連合万歳の時間は、八坂3町が宮入りできるようになって以降時間が早まった。なおそれまでは、万歳の時間は今よりも遅く、八坂3町の青年は屋台格納後、車などを用いて事任八幡宮に万歳をしに行っていた。

## 現地情報
所在地
- 静岡県掛川市八坂642

交通アクセス
バス

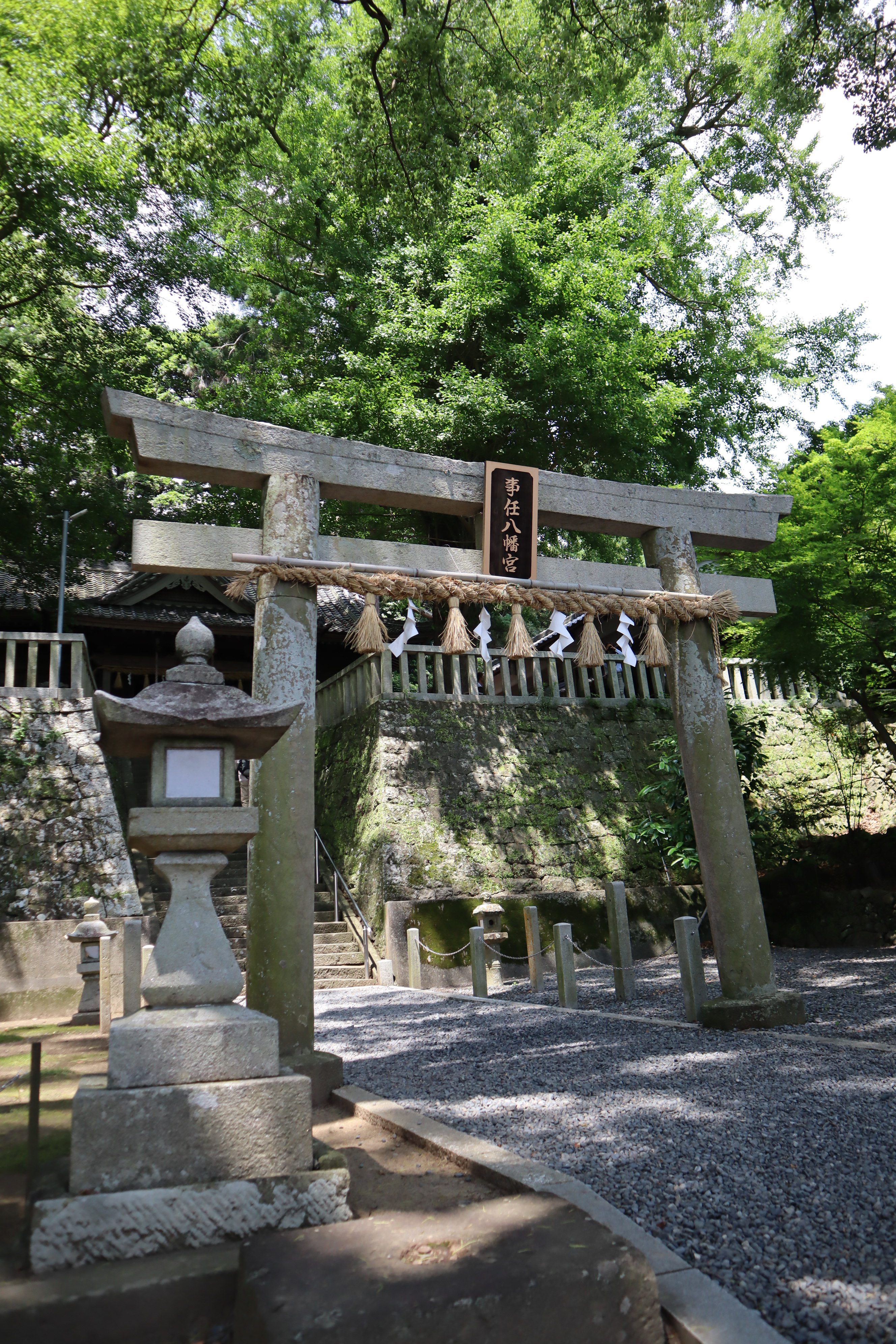
二の鳥居

- JR東海掛川駅北口からバス（掛川バスサービス東山線）で約20分、「ことのまま八幡宮」バス停下車。

車
- 掛川バイパス 八坂ICから、北へ900m